# Sylwester Tułajew
Sylwester Karol Tułajew (ur. 30 grudnia 1981 w Lublinie) – polski polityk i samorządowiec, poseł na Sejm VIII, IX i X kadencji, w 2019 sekretarz stanu w Ministerstwie Spraw Wewnętrznych i Administracji.

## Życiorys
Absolwent Wydziału Elektrotechniki i Informatyki Politechniki Lubelskiej, odbył także studia podyplomowe z zakresu zarządzania w administracji i samorządzie terytorialnym. W latach 2006–2008 zatrudniony jako urzędnik, następnie do 2011 był asystentem posła Lecha Sprawki. W kolejnych latach nie pracował zawodowo.
Zaangażował się w działalność polityczną w ramach Prawa i Sprawiedliwości. W 2002 bez powodzenia kandydował do lubelskiej rady miasta. Radnym miejskim po raz pierwszy został w 2006. Z powodzeniem ubiegał się o reelekcję w 2010 i w 2014, otrzymując najwięcej głosów spośród wszystkich kandydatów do lubelskiej rady miasta. Pełnił funkcję przewodniczącego klubu radnych PiS.
W 2011 bezskutecznie ubiegał się o mandat poselski. W wyborach parlamentarnych w 2015 ponownie kandydował do Sejmu w okręgu lubelskim. Został wybrany na posła VIII kadencji, otrzymując 17 289 głosów.
W 2018 był kandydatem PiS na prezydenta Lublina w wyborach samorządowych. W czerwcu 2019 objął stanowisko sekretarza stanu w Ministerstwie Spraw Wewnętrznych i Administracji. W wyborach w 2019 z powodzeniem ubiegał się o poselską reelekcję, otrzymując 54 915 głosów. W listopadzie tego samego roku zakończył pełnienie funkcji wiceministra w MSWiA. Jako jedyny poseł IX kadencji wziął udział we wszystkich 9266 głosowaniach. W wyborach w 2023 po raz kolejny uzyskał mandat poselski z wynikiem 10 228 głosów.